# Georges Méliès
Georges Méliès (n. 8 decembrie 1861, Paris, Franța - d. 21 ianuarie 1938), pe numele său complet de Marie-Georges-Jean Méliès este primul realizator de filme francez.

## Biografie
S-a născut la Paris într-o familie de fabricanți de încălțăminte. Un timp lucrează împreună cu tatăl său. Îl atrage însă arta prestidigitației și magiei, o vocație din copilărie. Cumpără teatrul „Robert Houdin” din Paris, teatru înființat de vestitul prestidigitator cu același nume. Este un om foarte bogat mai ales după căsătoria sa, soția aducându-i în cont o sumă mare ( o jumătate de milion de franci aur). Teatrul achiziționat care cunoaște și el o mare afluență de spectatori completează din plin aceste venituri.

## Operă artistică
Fiind unul dintre primii spectatori ai „minunii” sfârșitului de secol XIX -lea, cinematograful, bănuiește importanța afacerii care se ivește la orizont și ii propune lui Antoine Lumiére să cumpere aparatul pentru fiul său. Acesta refuză spunându-i că cinematograful nu va rezista în timp, se va demoda. Timpul a dovedit că dacă și-ar fi vândut invenția ar fi avut de pierdut foarte mult.
Méliès nu renunță la idee și cumpără de la un optician londonez, William Paul, un aparat, iar de la firma Kodak pelicula virgină, realizând ulterior primele filme. Acestea nu reprezentau nimic deosebit de cele făcute de Lumiére sau cele ale lui Edison pentru Kinetoscop.
Originalitatea lui Méliès în realizarea de filme va apărea odată cu folosirea trucajului. Folosirea acestei tehnici de filmare este sugerată de o întâmplare: filmând în Piața Operei din Paris, un omibus se transformă într-un dric. Analizând ce s-a întâmplat constată că blocarea pentru un timp a aparatului și repornirea lui, ținând cont că circulația vehiculelor curge, în locul omnibuzului care a trecut acum se filmează un dric. Astfel va produce în octombrie 1896 filmul Escamotage d'une dame (Dispariția unei doamne), apoi Voiajul în lună (titlu original: Le voyage dans la lune), realizat în 1902.
De aici începe activitatea de deschizător de drumuri în arta filmului a lui Georges Méliès.